# Lehman Brothers
Lehman Brothers Holdings Inc. var en amerikansk, international bank- og finanskoncern med hovedkontor i New York. Koncernen blev grundlagt i 1850 af brødrene Henry, Emanuel og Mayer Lehman.
Lehman Brothers koncernen havde i 2008, 26.200 ansatte og i 2007 samlede aktiver på over 691 milliarder US dollar. 
Den 15. september 2008 meddelte koncernen, at den indleverede en konkursbegæring i henhold til kapitel 11 i USAs konkurslov, men at koncernen håbede at kunne omstrukturere selskabet. Holdingselskabet meddelte samtidig at det ville forsøge at sælge nogle af sine datterselskaber.
Krakket af Lehman Brothers sendte finansielle chokbølger gennem den internationale finansverden efter den største konkurs nogensinde. Lehman Brothers har angiveligt en gæld på 3.100 milliarder danske kr. 
Krakket i Lehman har kostet Danske Bank omkring en halv mia. kr.

## Europæiske pensionsfonde udsatte
Flere af Europas største pensionsfonde ser ud til at være de største ofre for Lehman-kollapset. Alt imedens prisen på aktien faldt til katastrofale niveauer, købte nogle puljer voldsomt ind af Lehman-aktier, i realiteten i spekulativ spillen på, at man fra privat- eller regeringsside ville komme Lehman til undsætning. Deres strategi var simpel men yderst risikabel: Invester i en aktie-pris tæt på den absolutte bund, i forventning om at et rygte eller en egentlig overtagelse vil føre til en massiv fortjeneste. Alt vil forsvinde i et kollaps, men hvis en investering på € 116 millioner kun udgør en lille brøkdel af den samlede portefølje, så er en gambling på at investeringen kan forvandles til € 120 millioner i løbet af nogle få timer, måske det værd.
Det største Lehman offer ser ud til at være den norske oliefond, den NOK 1.992 mia. kr store Statens pensjonsfond utland. En af dens puljer opkøbte 15 millioner Lehman aktier til sin beholdning i den sidste fase af bankens kollaps. Dette var en ni-foldig forøgelse af dens Lehman aktier, som betød at den nu havde 17,5 millioner Lehman aktier. Ifølge aktionær databasen Mutual Fund Facts About Individual Stocks (MFFAIS), kan denne investering imødese et tab på op til $ 238 millioner (1,277 mia. d.kr.)
Uheldigvis kan aktietab kun være toppen af isbjerget for en række af disse fonde. Mange holder obligationer hos Lehman, for ikke at tale om besiddelser i Lehmans datterselskaber og kontrakter med den nu kollapsede bank. 
Disse tab er svære at sætte tal på, i det mindste indtil bankens tilbageværende aktiver er solgt fra. Den norske oliefond har  € 528 millioner (3,939 mia. d. kr) i Lehman-obligationer, som i øjeblikket sælges til fortvivlende lave priser. Foruden har fonden både obligation- og aktiebesiddelser i forskellige Lehman-underafdelinger.